# بانک مرکزی کنیا
بانک مرکزی کنیا (سواحلی: Banki Kuu ya Kenya) بانک مرکزی کنیا است، که در سال ۱۹۶۶ تأسیس شد.